# Clastobryum panchoi
Clastobryum panchoi là một loài rêu trong họ Sematophyllaceae. Loài này được Tixier mô tả khoa học đầu tiên năm 1969.